# 嗚呼革命
嗚呼革命（ああかくめい）は、日本の革命歌。単に『革命歌』、『革命の歌』とも。第二次世界大戦前の左翼運動での愛唱歌。作詞者は築比地仲助。
詞は、森近運平の発行していた『大阪平民新聞』（堺利彦らの平民新聞とは別）が1907年7月に革命歌を募集した際、築比地が「革田命作」のペンネームで応募した作品。この詞は翌1908年1月の同紙の第15号に、作者名を本名の築比地仲助として『革命の歌』という題で掲載された。
元々はメーデー歌と同じく、一高の「アムール川の流血や」の旋律で歌われていたが、添田唖蝉坊が同じ一高の「嗚呼玉杯に花うけて」の旋律で、「嗚呼革命は近づけり」と歌いまわしした。この際に彼は、詞の構成を変更し全10番を全7番としたため（「アムール川」と「嗚呼玉杯」では一節の長さが異なる）、一部歌詞と曲があわないところがある。